# Râul Tămașul
Râul Tămașul sau Râul Valea Tămașului este un curs de apă, afluent al râului Dâmbovița. 